# Mårten Weiler
Mårten Weiler (Weler, Weyler, Wijler, Wiler), troligen född i Tyskland, död 1618 i Stockholm, var en tysk-svensk stensnidare, kopparstickare, guldsmed, proberare och riksguardie.

## Biografi
Mårten Weiler var son till Welam Weyler och bror till Hans Weiler. Han nämns första gången i handlingarna 1598 som borgare i Stockholm när han utkvitterar 10 daler silvermynt för arbeten han skall utföra åt hertig Karl. Från 1600 finns även en notis att han inte har erlagt sina utskylder till Tyska kyrkan i Stockholm. I hovräkenskaperna förekommer han omväxlande som kopparstickare, stensnidare, proberare, guldsmed och verdier under perioden 1602–1617. Han förvärvade 1606 en fastighet på Mårten Klings gränd och 1616 det Weilerska huset på Storkyrkobrinken 3. Han var otvivelaktigt en skicklig hantverkare eftersom Karl IX i ett brev förlänar honom tionden av Norra Solberga socken. Det finns inga arbeten bevarade som man med full säkerhet kan knyta till honom men med osäkra antaganden tillskrivs han några arbeten.